# Clasificarea reptilelor după Systema Naturae 2000

## Tabel cu clasificarea reptilelor
| Clasa      | Subclasa         | Ordin            | Subordin   | Infraordin | Familia          |          |                |         |               |
| 1          | 2                | 3                | 4          | 5          | 6                |          |                |         |               |
| Sauropsida | Anapsida         | Testudines       | Pleurodira | -          | Podocnemididae   |          |                |         |               |
| Sauropsida | Anapsida         | Testudines       | Pleurodira | -          | Chelidae         |          |                |         |               |
| Sauropsida | Anapsida         | Testudines       | Pleurodira | -          | Pelomedusidae    |          |                |         |               |
| Sauropsida | Anapsida         | Testudines       | Cryptodira | -          | Dermochelyidae   |          |                |         |               |
| Sauropsida | Anapsida         | Testudines       | Cryptodira | -          | Cheloniidae      |          |                |         |               |
| Sauropsida | Anapsida         | Testudines       | Cryptodira | -          | Kinosternidae    |          |                |         |               |
| Sauropsida | Anapsida         | Testudines       | Cryptodira | -          | Dermatemydidae   |          |                |         |               |
| Sauropsida | Anapsida         | Testudines       | Cryptodira | -          | Carettochelyidae |          |                |         |               |
| Sauropsida | Anapsida         | Testudines       | Cryptodira | -          | Trionychidae     |          |                |         |               |
| Sauropsida | Anapsida         | Testudines       | Cryptodira | -          | Chelydridae      |          |                |         |               |
| Sauropsida | Anapsida         | Testudines       | Cryptodira | -          | Bataguridae      |          |                |         |               |
| Sauropsida | Anapsida         | Testudines       | Cryptodira | -          | Emydidae         |          |                |         |               |
| Sauropsida | Anapsida         | Testudines       | Cryptodira | -          | Testudinidae     |          |                |         |               |
| Sauropsida | Anapsida         | Testudines       | Cryptodira | -          | Diapsida         | Squamata | Lacertilia     | Iguania | Crotaphytidae |
| Sauropsida | Hoplocercidae    |                  |            |            | Diapsida         | Squamata | Lacertilia     | Iguania |               |
| Sauropsida | Iguanidae        |                  |            |            | Diapsida         | Squamata | Lacertilia     | Iguania |               |
| Sauropsida | Phrynosomatidae  |                  |            |            | Diapsida         | Squamata | Lacertilia     | Iguania |               |
| Sauropsida | Tropiduridae     |                  |            |            | Diapsida         | Squamata | Lacertilia     | Iguania |               |
| Sauropsida | Leiosauridae     |                  |            |            | Diapsida         | Squamata | Lacertilia     | Iguania |               |
| Sauropsida | Polychrotidae    |                  |            |            | Diapsida         | Squamata | Lacertilia     | Iguania |               |
| Sauropsida | Corytophanidae   |                  |            |            | Diapsida         | Squamata | Lacertilia     | Iguania |               |
| Sauropsida | Opluridae        |                  |            |            | Diapsida         | Squamata | Lacertilia     | Iguania |               |
| Sauropsida | Agamidae         |                  |            |            | Diapsida         | Squamata | Lacertilia     | Iguania |               |
| Sauropsida | Chamaeleonidae   |                  |            |            | Diapsida         | Squamata | Lacertilia     | Iguania |               |
| Sauropsida | Gekkota          | Gekkonidae       |            |            | Diapsida         | Squamata | Lacertilia     |         |               |
| Sauropsida | Gekkota          | Pygopodidae      |            |            | Diapsida         | Squamata | Lacertilia     |         |               |
| Sauropsida | Gekkota          | Amphisbaenia     | Bipedidae  |            | Diapsida         | Squamata | Lacertilia     |         |               |
| Sauropsida | Amphisbaenidae   | Amphisbaenia     |            |            | Diapsida         | Squamata | Lacertilia     |         |               |
| Sauropsida | Trogonophidae    | Amphisbaenia     |            |            | Diapsida         | Squamata | Lacertilia     |         |               |
| Sauropsida | Anguimorpha      | Amphisbaenia     | Anguidae   |            | Diapsida         | Squamata | Lacertilia     |         |               |
| Sauropsida | Anguimorpha      | Annielidae       |            |            | Diapsida         | Squamata | Lacertilia     |         |               |
| Sauropsida | Anguimorpha      | Xenosauridae     |            |            | Diapsida         | Squamata | Lacertilia     |         |               |
| Sauropsida | Anguimorpha      | Helodermatidae   |            |            | Diapsida         | Squamata | Lacertilia     |         |               |
| Sauropsida | Anguimorpha      | Lanthanotidae    |            |            | Diapsida         | Squamata | Lacertilia     |         |               |
| Sauropsida | Anguimorpha      | Varanidae        |            |            | Diapsida         | Squamata | Lacertilia     |         |               |
| Sauropsida | Anguimorpha      | Scincomorpha     | Dibamidae  |            | Diapsida         | Squamata | Lacertilia     |         |               |
| Sauropsida | Cordylidae       | Scincomorpha     |            |            | Diapsida         | Squamata | Lacertilia     |         |               |
| Sauropsida | Gerrhosauridae   | Scincomorpha     |            |            | Diapsida         | Squamata | Lacertilia     |         |               |
| Sauropsida | Gymnophthalmidae | Scincomorpha     |            |            | Diapsida         | Squamata | Lacertilia     |         |               |
| Sauropsida | Teiidae          | Scincomorpha     |            |            | Diapsida         | Squamata | Lacertilia     |         |               |
| Sauropsida | Lacertidae       | Scincomorpha     |            |            | Diapsida         | Squamata | Lacertilia     |         |               |
| Sauropsida | Scincidae        | Scincomorpha     |            |            | Diapsida         | Squamata | Lacertilia     |         |               |
| Sauropsida | Xantusiidae      | Scincomorpha     |            |            | Diapsida         | Squamata | Lacertilia     |         |               |
| Sauropsida | Serpentes        | Scincomorpha     | -          | Aniliidae  | Diapsida         | Squamata | Lacertilia     |         |               |
| Sauropsida | Serpentes        | Xenopeltidae     | -          |            | Diapsida         | Squamata | Lacertilia     |         |               |
| Sauropsida | Serpentes        | Anomochilidae    | -          |            | Diapsida         | Squamata | Lacertilia     |         |               |
| Sauropsida | Serpentes        | Cylindrophiidae  | -          |            | Diapsida         | Squamata | Lacertilia     |         |               |
| Sauropsida | Serpentes        | Uropeltidae      | -          |            | Diapsida         | Squamata |                |         |               |
| Sauropsida | Serpentes        | Loxocemidae      | -          |            | Diapsida         | Squamata |                |         |               |
| Sauropsida | Serpentes        | Boidae           | -          |            | Diapsida         | Squamata |                |         |               |
| Sauropsida | Serpentes        | Bloyeridae       | -          |            | Diapsida         | Squamata |                |         |               |
| Sauropsida | Serpentes        | Tropidophiidae   | -          |            | Diapsida         | Squamata |                |         |               |
| Sauropsida | Serpentes        | Anomalipidae     | -          |            | Diapsida         | Squamata |                |         |               |
| Sauropsida | Serpentes        | Leptotyphlopidae | -          |            | Diapsida         | Squamata |                |         |               |
| Sauropsida | Serpentes        | Typhlopidae      | -          |            | Diapsida         | Squamata |                |         |               |
| Sauropsida | Serpentes        | Acrochordidae    | -          |            | Diapsida         | Squamata |                |         |               |
| Sauropsida | Serpentes        | Colubridae       | -          |            | Diapsida         | Squamata |                |         |               |
| Sauropsida | Serpentes        | Atractaspididae  | -          |            | Diapsida         | Squamata |                |         |               |
| Sauropsida | Serpentes        | Viperidae        | -          |            | Diapsida         | Squamata |                |         |               |
| Sauropsida | Serpentes        | Elapidae         | -          |            | Diapsida         | Squamata |                |         |               |
| Sauropsida | Serpentes        | Sphenodontida    | -          | -          | Diapsida         | Squamata | Sphenodontidae |         |               |
| ---------- | ---------------- | ---------------- | ---------- | ---------- | ---------------- | -------- | -------------- | ------- | ------------- |